# 克利亚济马农村居民点
克利亚济马农村居民点（俄语：Клязьминское сельское поселение）是俄罗斯联邦弗拉基米尔州科夫罗夫区所属的一个农村居民点。其下辖有61个居民点，行政中心为克利亚济马镇。据2016年统计，该农村居民点的人口为4988人。